# Skjult variabel
 For alternative betydninger, se Variabel.
I statistik er skjulte variable (i modsætning til observerbare variable) de variable, der ikke direkte observeres; men som kan udledes (gennem en matematisk model) af andre variable, som er observerbare eller direkte målelige. 
På engelsk omtales skjulte variable også som latent variables, hidden variables, model parameters, hypothetical variables eller hypothetical constructs
Begrebet skjulte variable bruges ofte i samfundsvidenskab, robotteknologi, og til en vis grad økonomi. Den præcise definitionen varierer dog lidt fra område til område. 
Eksempler på skjulte variable i økonomi: livskvalitet, moral, lykke og konservatisme. Disse variable kan ikke måles direkte. Ikke desto mindre kan en økonomisk model kæde dem sammen med andre, observerbare variable (f.eks. BNP). Værdien af en skjult variabel kan altså bestemmes ud fra målinger af observerbare variable. 
En fordel ved at benytte skjulte variable er, at mængden af ens data formindskes. Et stort antal observerbare variable kan samles (aggregeres) i en model for at repræsentere et underliggende begreb – dette gør det nemmere at forstå data. 